# ヨナタン・ヨハンソン
ヨナタン・ヨハンソン（Jonatan Johansson, 1980年3月7日 - 2006年3月12日）は、スウェーデンのスノーボード選手。トリノオリンピックに出場。
2000年からワールドカップに参加しており、2005年シーズンは45位にランキングされていた。また、スウェーデンチャンピオンにもなったことがあり、フィンランドナショナルチャンピオンシップでも優勝したことがある。
トリノオリンピックに出場し、スノーボードクロスで12位となった。
アメリカ合衆国ニューヨーク州レークプラシッドのホワイトフェイスマウンテンで練習中、事故死した。26歳没。誕生日のわずか5日後のことであった。
| スタブアイコン | サブスタブ | この項目は、まだ閲覧者の調べものの参照としては役立たない、スポーツ関係者に関連した書きかけの項目です。この項目を加筆・訂正などしてくださる協力者を求めています（P:スポーツ/PJ:スポーツ人物伝）。 |